# Scorpioni
Die Scorpioni (deutsch: Skorpione) waren eine kleine Gruppe englischer Frauen, die in den 1930er- und 1940er-Jahren in Florenz lebten und dort vor allem eine kulturelle Brücke zwischen Großbritannien und Italien schlagen wollten. Sie wurden so bezeichnet, weil man ihnen einen stichelnden Humor zuschrieb.
In Florenz hielten sie sich hauptsächlich im Café Doney und in den Uffizien auf. Als Italien unter Mussolini Großbritannien und Frankreich am 11. Juni 1940 den Krieg erklärte, wurden die Scorpioni von Florenz nach San Gimignano gebracht, wo sie bis gegen Ende des Krieges unter Arrest standen.
Eine Rezeption erfuhren die Scorpioni vor allem durch den Film Tee mit Mussolini des italienischen Regisseurs Franco Zeffirelli.